# Mahonă
O mahonă poate fi :
- În general, o ambarcație rezistentă, maritimă sau fluvială, de dimensiuni mai mici decât șlepul, folosită în alimbări și mahonare, mai ales pe estuarele fluviilor cu maree. Pe Dunăre li se mai spunea și „bolozane” (există un tablou de Francisc Șirato reprezentînd bolozane).

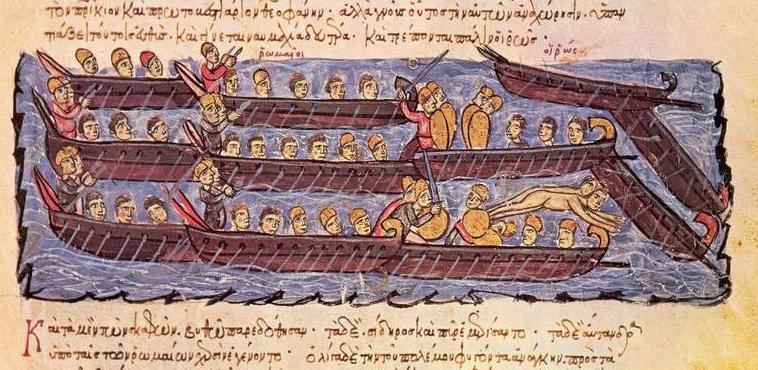
Mahone rusești atacând Constantinopolul în anul 941, manuscrisul lui Ioan Skylitzes.

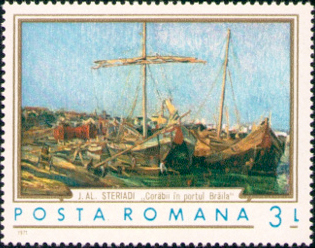
Marcă poștală înfățișand mahone dunărene cu vâsle și pânze, pictură de Jean Alexandru Steriade.

- La gurile Dunării și în Marea Neagră, o ambarcație asemănătoare cu lotca, dar mai mare, încăpătoare, largă și capabilă de a rezista talazurilor mării. În acest sens, mahona (Μαχώνη în manuscrisul lui Ioan Skylitzes) este atestată încă din sec. X.

## Descriere

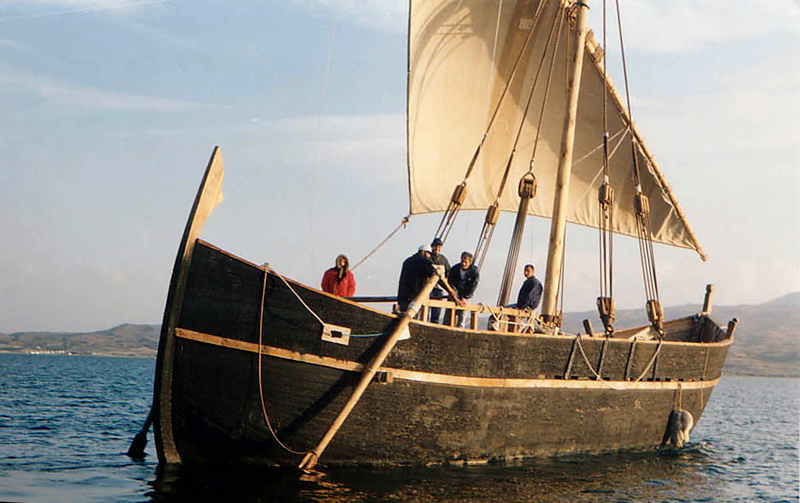
O mahonă pontică armenească în 1995.

În manuscriptul lui Ioan Skylitzes, termenul grecesc Μαχώνη (mahoni) provine de la verbul μάχη (mahi, lupta) ; cuvântul a fost preluat în limbile turcă (mavuna, mavna), arabă (mā'unǎh ), italian (maona), română (mahonă), bulgară, rusă și ucraineană (Махонъ). În Marea Neagră, desemnează mari bărci maritime late, cu fondul plat, cu vîsle, cu catarge și vele amovibile, destinate transportului războinicilor și armamentului lor. Precum și lotca, mahona tradițională avea prova și pupa ridicate, pentru a rezista talazurilor, iar pe cele două borduri se puteau agăța scuturile.
Mahona corespunde parțial cu lighter-ul din limba engleză și cu barge-a din limba franceză, dar termenul englez lighter („de ușurare”) indică mai mult folosirea decât tipul navei: prin lighter se înțeleg simultan tipuri diferite de ambarcații utilizate în alimbare: mahona, șalanda, șlep-pontonul, șlepul, ceamul, pletina ș. a.
Existau tipuri de mahone fluviale denumite în limba română „bolozane” care se remorcau cu boi sau cai, și uneori se manevrau cu ajutorul unor vele amovibile, unor vâsle lungi și al unor prăjini proptite de fundul apei. Folosite ca bolozane dunărene, transportau mărfurile până în portul de destinație, pe distanțe lungi. Mahonele portuare și maritime efectuau transporturi scurte (mahonare) legate de obicei de încărcarea sau descărcarea navelor aflate în rade, dane sau bazine, dar neputând accede direct la cheu.